# 킴 맥과이어

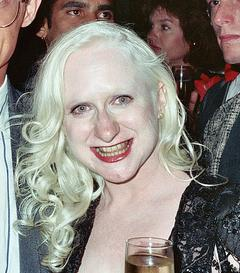

킴 맥과이어(Kim McGuire, 1955년 12월 1일 ~ 2016년 9월 14일)는 미국의 배우, 텔레비전 배우, 영화배우이다.
뉴올리언스에서 태어났으며 폐렴으로 네이플스에서 사망하였다.

## 영화
- 사랑의 눈물 (1990년)
- 정신병동 미스테리(영어판) (1990년)
- 장미의 표적(영어판) (1993년)
- 시리얼 맘 (1994년)